# 上海游泳馆站
上海游泳馆站位于上海市徐汇区徐家汇街道上海游泳馆东北角，车站主体呈西北-东南方向，为上海轨道交通11号线二期的地下车站，于2013年8月31日启用。该站离1号线、4号线上海体育馆站和3号线漕溪路站较近。

## 车站设施
上海游泳馆站共有3層。地面為車站出口，地下一層為車站站厅，地下二層為11号线站台。11号线在本站設有2個站台，共同使用一個島式站台。其中一個供往迪士尼方向列車使用，另一個供往花桥、嘉定北方向列車使用。

### 月台配置
| 地面层   | 出入口             | 1-3出入口                         |  |  |
| 地下一层 | 站厅               | 票务服务、自动售票机、人工服务台  |  |  |
| 地下二层 | ①站台              | █ 11号线 往嘉定北或花桥（徐家汇） |  |  |
|          | 岛式站台，左侧开门 |                                   |  |  |
|          | ②站台              | █ 11号线 往迪士尼（龙华）         |  |  |

- 站厅
- 车站站台

## 車站出口
上海游泳馆站共有3个出入口，原计划将会设置跨越内环高架路的出口，最后因故取消。各出入口如下所示：
| 出口编号 | 出口指示                           | 照片 |
| -------- | ---------------------------------- | ---- |
| 1 · 出口 | 中山南二路，上海体育场，上海游泳馆 |      |
| 2 · 出口 | 中山南二路                         |      |
| 3 · 出口 | 中山南二路，上海游泳馆             |      |

## 车站周边
- 上海游泳馆
- 上海体育场
- 上海体育馆
- 上海轨道交通1号线、4号线上海体育馆站
- 上海轨道交通3号线漕溪路站

## 车站历史
- 2013年8月31日：车站启用